# 浦風 (陽炎型駆逐艦)
浦風（うらかぜ）は、大日本帝国海軍の駆逐艦。陽炎型駆逐艦の11番艦である。第17駆逐隊の姉妹艦と共に真珠湾攻撃からレイテ沖海戦に至るまで、機動部隊や輸送船団の護衛、輸送任務、対水上艦戦闘など太平洋戦争中のあらゆる方面で活動したが、1944年（昭和19年）11月21日、台湾海峡にて米潜水艦の雷撃により戦艦「金剛」と共に撃沈された。艦名は初代「浦風」（浦風型駆逐艦）に続いて2代目。

## 艦歴

### 太平洋戦争緒戦
陽炎型駆逐艦11番艦浦風は仮称第27号艦として藤永田造船所で建造がはじまった。同社では浦風以外に3番艦黒潮、6番艦夏潮、14番艦谷風、18番艦舞風の陽炎型駆逐艦を建造した。1939年（昭和14年）4月11日起工。11月6日、「浦風（ウラカゼ）」と命名される。1940年（昭和15年）4月10日進水。同年12月15日、陽炎型10番艦時津風と同じ日に竣工した。呉鎮守府に所属。同日附で12番艦磯風と共に第17駆逐隊が編制された。
1941年（昭和16年）5月1日、第一航空戦隊に編入されるが7月18日附で第一艦隊・第一水雷戦隊に編入。そのまま太平洋戦争を迎えた。
太平洋戦争開戦時、第17駆逐隊（浦風、磯風、浜風、谷風）の4艦は第一水雷戦隊（司令官大森仙太郎少将：旗艦阿武隈）に所属し、南雲機動部隊の護衛艦として真珠湾攻撃に参加する。同作戦の護衛駆逐艦は第17駆逐隊以外に第18駆逐隊（陽炎、不知火、霞、霰）及び陽炎型秋雲がおり、朝潮型駆逐艦2隻（霞、霰）以外は全て陽炎型である。その後も僚艦と共に空母機動部隊を護衛した。12月下旬のウェーク島攻略では、第八戦隊（利根、筑摩）および谷風と共に第二航空戦隊（蒼龍、飛龍）を護衛した。続いてラバウル攻略、ダーウィン空襲、ジャワ島攻略、セイロン沖海戦の各作戦に従事する。
この作戦従事中の3月4日、空母飛龍所属機が南緯12度04分 東経108度25分 / 南緯12.067度 東経108.417度で炎上中のオランダ貨物船エンガノ（1万5000トン）を発見する。18時、浦風は重巡洋艦筑摩と共に機動部隊主隊から分離。エンガノは筑摩の雷撃で沈没し、2隻は5日午前1時に南緯13度09分 東経108度33分 / 南緯13.150度 東経108.550度で本隊と合流した。
続いて浦風と谷風はクリスマス島砲撃を敢行した。前日の3月6日10時30分、南雲忠一司令長官は残敵掃蕩を命じ、第二航空戦隊（司令官山口多聞少将：空母蒼龍、飛龍）、第三戦隊第2小隊（3番艦榛名、4番艦金剛）、第17駆逐隊（谷風、浦風、浜風、磯風）の8隻は別働隊を編制、機動部隊本隊から分離した。空母2隻（蒼龍、飛龍）の護衛に17駆第2小隊（浜風、磯風）を残し、4隻（金剛、榛名、谷風、浦風）は3月7日早朝にクリスマス島に艦砲射撃を行った。約20分間の砲撃で谷風は31発、浦風は12発を発射し、イギリス軍守備隊は白旗を掲げた。だが4隻は同島を占領せず、白旗を放置してクリスマス島を去った。9日午後2時、浦風以下8隻は南雲機動部隊主隊と合流する。報告を受けた南雲司令長官は『クリスマス島の攻略は小兵力を以て容易に実施可能』と結論づけている。なおクリスマス島は3月31日になって第十六戦隊（司令官原顕三郎少将：旗艦名取）および第四水雷戦隊（司令官西村祥治少将：旗艦那珂）により占領された（日本軍のクリスマス島占領）。
4月10日、艦隊再編にともない第17駆逐隊は第十戦隊（司令官木村進少将：旗艦長良）所属となった。この時点での第十戦隊は17駆の他に第7駆逐隊（曙、潮、漣）、第10駆逐隊（秋雲、夕雲、巻雲、風雲）で編制されていた。
6月上旬、第17駆逐隊（駆逐隊司令艦：谷風）はミッドウェー海戦に参加。空母飛龍の救援を行った。6月14日、呉に帰投。翌日、浦風は第五航空戦隊の空母瑞鶴を駆逐艦2隻（朧、秋月）と共に護衛して北方へ移動、アリューシャン方面作戦に従事した。瑞鶴、浦風は空母龍驤、隼鷹、瑞鳳と共に第二機動部隊へ編入され、アメリカ軍機動部隊の北方出現に備えた。7月13日、呉へ帰投した。14日、艦隊の再編に伴い、第十戦隊から第7駆逐隊が転出、陽炎型4隻（雪風、時津風、初風、天津風）の第16駆逐隊が編入し、浦風以下17駆の僚艦となった。

### ソロモン海の戦い
1942年（昭和17年）8月7日にアメリカ軍がガダルカナル島に上陸してガダルカナル島の戦いがはじまると、トラック泊地へ進出する。8月18日深夜、第4駆逐隊司令有賀幸作大佐指揮のもと陽炎型6隻（嵐、萩風、陽炎、浦風、谷風、浜風）は、陸軍一木支隊先遣隊をトラック泊地からガ島へ輸送した。揚陸成功後、ポートモレスビー攻略にともなうニューギニア方面作戦に従事するため第17駆逐隊は嵐、萩風、陽炎と分離し、ラバウルへ帰投した。なお浦風等が送り届けた一木清直大佐以下陸軍兵約900名は、17駆がラバウルに到着した8月21日、イル川渡河戦で全滅した。
8月17日附で、第17駆逐隊（谷風、浦風、浜風）は外南洋部隊護衛部隊（指揮官松山光治第十八戦隊司令官）に編入され、第十八戦隊（軽巡洋艦天龍、龍田）等と共に、ニューギニア島東部・ミルン湾のラビ攻略を目指すラビの戦いに加わった。8月24日朝、天龍、龍田、谷風、浦風、浜風および駆潜艇2隻は輸送船2隻（南海丸、幾内丸）を護衛してラバウルを出撃、連合軍機の空襲を受けつつ進撃した。25日夜、ミルン湾への上陸に成功するが、使用した海図が不正確だったため揚陸地点を間違え、上陸した海軍陸戦隊も陸上地図をもっておらず、窮地に陥る。十八戦隊と17駆は対地砲撃をおこなうが、無線での連絡も難しく、効果は不明だった。連合軍機の空襲により大発動艇を全て使用不能とされたため、輸送船から物資を揚陸する手段がなくなる。十八戦隊司令官は龍田、浦風と輸送船団に対しラバウル帰投とその護衛を命じた。
8月28日、外南洋部隊指揮官三川軍一第八艦隊司令長官は第十八戦隊を基幹としてラビ攻略部隊を編成、兵力を増強する。天龍、谷風、浦風は海軍陸戦隊を乗せた駆逐艦嵐、叢雲、弥生と哨戒艇3隻を護衛してラバウルを出撃。29日夜に到着して上陸を開始し、30日午前1時には帰途についた。このときミルン湾口を警戒していた浦風は脱出を図る小型監視艇を発見、これを撃沈している。
ラビ方面の戦いは完全に失敗し、第17駆逐隊はガダルカナル島の戦いに投入されることになった。8月31日、17駆（谷風、浦風）はショートランド泊地に移動。9月1日、駆逐艦4隻（浦波、磯波、谷風、浦風）でガ島輸送を実施、アメリカ軍機の襲撃で敷波に若干の損傷があった。
9月24日、第24駆逐隊司令中原義一郎中佐指揮のもと駆逐艦4隻（海風、江風、涼風、浦風）でガ島輸送を実施する。だがアメリカ軍機の夜間空襲を受け2隻（海風、浦風）が小破。浦風の被害は至近弾により前部に小破口を生じ揚錨機故障、大発動艇放棄、死傷者6名というものだった。作戦は中止され、鼠輸送（東京急行）も月暗期に入る10月上旬まで見合わせることになった。9月26日、第17駆逐隊は外南洋部隊よりのぞかれ、機動部隊に復帰した。
10月下旬の南太平洋海戦における浦風は南雲機動部隊前衛（指揮官阿部弘毅第十一戦隊司令官）に属し、戦艦2隻（比叡、霧島）、重巡3隻（鈴谷、利根、筑摩）、第十戦隊（長良、駆逐艦《秋雲、風雲、巻雲、夕雲、浦風、磯風、谷風》）という編制でアメリカ軍機動部隊艦載機と交戦した。10月26日、米空母ホーネット、エンタープライズより発進した攻撃隊の一部が前衛部隊を襲撃。谷風、浦風は爆弾3発の命中で大破した筑摩を護衛して戦場を離脱、29日にトラック泊地へ帰投した。11月2日、駆逐艦秋月、嵐、舞風、野分、秋雲、浦風、谷風、浜風、磯風は同海戦で損傷した4隻（翔鶴、瑞鳳、熊野、筑摩）を護衛し呉へ帰港した。
11月26日、修理完了し軽巡洋艦阿賀野を護衛して再度ソロモン方面へ進出。12月1日附で駆逐艦照月、浦風は外南洋部隊に編入され、浦風は5日にショートランド泊地に進出する。これはルンガ沖夜戦の戦訓から、連合艦隊が警戒駆逐艦の増強を認めたための措置であった。12月7日、第三次ドラム缶輸送部隊（親潮、黒潮、陽炎、長波、江風、涼風、嵐、野分、浦風、谷風、有明）という戦力でガ島へ向かうが、空襲により野分が大破、嵐、長波《野分曳航》に護衛されて避退した。その他の駆逐艦隊もサボ島周辺でアメリカ軍魚雷艇と敵機に襲撃され、輸送作戦を中止して12月8日朝にショートランドへ戻った。
12月11日の第四次輸送作戦（照月、長波、嵐、親潮、黒潮、陽炎、江風、涼風、谷風、浦風、有明）では秋月型駆逐艦照月（増援部隊指揮官田中頼三第二水雷戦隊司令官座乗）の沈没に遭遇した。その他にもラエ、ムンダへの輸送作戦に従事する。
12月16日夕方、浦風は敷設艦津軽を護衛してラバウルを出発する。ムンダ到着後の揚陸中に米潜水艦に雷撃されたため、一部の物資を揚陸できないままラバウルへ帰投した。12月21日、駆逐艦4隻（浦風、巻波、谷風、陽炎）でムンダ輸送を実施、輸送に成功した。
12月25日、米潜水艦シードラゴンに雷撃されて損傷した南海丸を護衛中の駆逐艦卯月は南海丸と衝突して航行不能となった。ラバウルに停泊していた第31駆逐隊（長波）、第27駆逐隊（有明）、第17駆逐隊（谷風、浦風）は急遽出動した。卯月は第27駆逐隊有明に曳航され谷風の護衛下でラバウルへ向かうが、有明もB-24爆撃機の空襲により中破した。そこで浦風が卯月を曳航し、2隻を長波が護衛してラバウルへ帰投した。
12月27日、駆逐艦6隻（谷風、浦風、荒潮、磯波、電、夕暮）でニュージョージア諸島バングヌ島ウイックハムへ兵員物資輸送を行う。

### 昭和十八年の戦い
ガダルカナル島の戦局が絶望的になる一方、日本軍は東部ニューギニア重視の方針を打ち出した。12月24日附で第十八戦隊（軽巡龍田）の解隊にともない、同戦隊司令官松山光治少将もニューギニア方面護衛隊指揮官の職を解かれる。そこで外南洋部隊は駆逐艦浦風、谷風、浜風、磯風、舞風をもって東部ニューギニア方面護衛隊を編成した。5隻は12月27日〜1月3日にかけてラバウルへ集結。
1943年（昭和18年）1月4日、陽炎型駆逐艦5隻（浦風、谷風、浜風、磯風、舞風）は輸送船5隻（ぶらじる丸、妙高丸、くらいど丸、日龍丸、智福丸）を護衛してラバウルを出撃、ニューギニア島のラエ（フォン湾）を目指す。アメリカ軍機の波状攻撃により日龍丸が沈没、揚陸中に妙高丸が擱座したが零戦隊や日本陸軍戦闘機隊の援護を受けてラエ輸送は成功裡に終わった。輸送船団がラエに入泊すると浦風は日龍丸の沈没現場に引き返し、舞風や伊25潜水艦と共に生存者を救助している。
第十八号作戦を終えた第17駆逐隊は再び増援部隊に編入され、ガダルカナル島撤退作戦に備えた増援輸送に従事した。ラバウルからショートランド泊地へ移動後、駆逐艦9隻（警戒隊《秋月、黒潮、時津風、嵐》、輸送隊《谷風、浦風、浜風、磯風、舞風》）でガ島輸送を実施。輸送任務は成功したが帰路の空襲で嵐が航行不能となり、谷風《艦長戦死》、浦風が小破している。
1月下旬、ガ島撤退作戦において駆逐艦輸送が失敗した場合の予備手段として大発動艇を用いた撤収作戦が立案され、外南洋部隊と日本陸軍はラッセル諸島（ルッセル諸島）を占領することになった。第16駆逐隊司令（司令駆逐艦時津風）の指揮下、駆逐艦6隻（警戒隊《時津風、黒潮、白雪》、輸送隊《浦風、浜風、江風》）で輸送を実施、1月28日深夜に揚陸を終えた。6隻は29日にショートランドへ戻った。
2月上旬、第17駆逐隊（谷風、浦風、浜風、磯風）は三回にわけて実施されたガダルカナル島撤退作戦（ケ号作戦）に全て参加。第一次作戦では第10駆逐隊の巻雲が沈没、第二次作戦では4駆の舞風が中破、第三次作戦では17駆の磯風が大破してそれぞれ戦線離脱を余儀なくされた。2月11日、第17駆逐隊（谷風、浦風）は外南洋部隊支援隊（指揮官西村祥治第七戦隊司令官）の重巡2隻（熊野、鳥海）を護衛してニューアイルランド島のカビエンを出発、13日にトラック泊地へ到着。トラック泊地で重巡鈴谷と熊野が揃うと同時に、3隻（鳥海、谷風、浦風）は西村少将の指揮下を離れた。
2月15日、「浦風」は駆逐艦「天津風」とともにトラックを出港。2隻はまず空母「瑞鳳」飛行機隊基地員180名と基地物件をウェワクへ輸送した。これは陸軍部隊のウェワクへの輸送（丙三号輸送）に伴うものであった。2月17日にウェワクに着いて輸送を終えると、今度は被雷損傷していた駆逐艦「春雨」を「天津風」が曳航し、「浦風」、救難艦「雄島」とともに同日トラックへ向けて出発。途中、悪天候で曵索が切断され、曳航は「浦風」にかわった。2月23日、トラックに到着。
3月22日、重巡熊野の機関に故障が発生した。3月24日、天津風に警戒されつつ3隻（鈴谷、熊野、浦風）はトラック泊地を出発、天津風分離後は諸訓練を実施しつつ北上し、豊後水道で駆逐艦萩風と合同、3月29日呉に到着した。
その後トラック泊地に戻る。
4月以降「浦風」は以下のような輸送船団護衛に従事した。
- 第三次ウェワク輸送 - 第四十一師団歩兵第二百三十七連隊などのウェワクへの輸送で、駆逐艦「天津風」、「第二十六号駆潜艇」、「第三十四号駆潜艇」とともに輸送船5隻[69]を護衛[70]。4月26日にパラオから出発し、5月1日にウェワク到着[70]。同日揚陸を完了しパラオへ向かった[70]。
- 第四次ウェワク輸送 - 野戦高射砲第六十二大隊などのウェワクへの輸送で、「天津風」、「第三十四号駆潜艇」とともに「新玉丸」ほか輸送船4隻を護衛[71]。5月8日にパラオから出発し、5月13日にウェワクに到着して揚陸し、5月17日にパラオに帰投[71]。
- 第五次ウェワク輸送 - 独立照空第七中隊、第四十野戦道路隊などのウェワクへの輸送で、「第二十六号駆潜艇」とともに輸送船[72]を護衛[73]。6月10日にウェワクに到着[71]。
- 第三次ハンサ輸送 - 第二十師団歩兵第七十八連隊第一大隊、野戦高射砲第六十三大隊などのハンサ湾[74]への輸送で、「天津風」とともに輸送船3隻を護衛[75]。5月23日にパラオから出発し、5月28日にハンサ湾に到着[71]。翌日揚陸完了し、6月3日にパラオに帰投[71]。
- 第四次ハンサ輸送 - 歩兵第七十八連隊主力などのハンサ湾への輸送で、「天津風」とともに輸送船5隻[76]を護衛[77]。6月21日にパラオから出発し、6月27日にハンサ湾に到着[77]。同日中に揚陸完了し、7月2日にパラオに帰投[77]。
- 第六次ウェワク輸送 - 「浦風」、「白鷹」とともに輸送船3隻[78]を護衛して7月6日にウェワクに到着[77]。7月17日パラオに帰投[77]。

7月17日附で「天津風」、「浦風」は外南洋部隊から除かれ、トラック泊地へ回航された。その後、内地へ帰投。8月1日、天津風、浦風は重巡青葉、給糧艦伊良湖を護衛して呉へ到着した。
10月30日、第17駆逐隊（浦風、磯風）はトラックにて第十四戦隊（司令官伊藤賢三少将）の指揮下に入り、第十四戦隊（旗艦/那珂、五十鈴）、軽巡2隻（多摩、木曾）、第4駆逐隊（野分、舞風）及び駆逐艦山雲と共にカビエンに向かうT四號輸送部隊（陸軍第17師団）の輸送船団を護衛する事になった。第十四戦隊（那珂、五十鈴）、第17駆逐隊（浦風、磯風）、輸送船2隻（清澄丸、護国丸）は第二次輸送任務を担当した。11月3日、アメリカ軍機の空襲により那珂が損傷を受け、特設巡洋艦清澄丸は被弾浸水して航行不能となる。浦風、護国丸は先行してラバウルに向かい11月4日に到着したが、磯風は触雷して小破し修理のためラバウルへ進出できなかった。また浦風も第十戦隊の僚艦阿賀野、初風、若月が参加したブーゲンビル島沖海戦に間に合わなかった。
11月5日、浦風以下第十戦隊、第二水雷戦隊、栗田健男中将指揮下の重巡洋艦部隊はラバウルでアメリカ軍の機動部隊艦載機による大規模空襲に遭遇する（11月5日第一次ラバウル空襲）。摩耶が大破、愛宕、高雄、最上、筑摩、能代、阿賀野、藤波、若月が大小の損害を受けた。11月6日、ラバウルに到着していた第十四戦隊の軽巡2隻、護国丸はトラックに向けて出発。一方、17駆（磯風、浦風）は南東方面部隊に編入されており、浦風はラバウルに留まった。同日午前、第十戦隊司令官大杉守一少将はブーゲンビル島タロキナ岬（連合国軍拠点）への逆上陸作戦を下令、浦風も第一支援隊として参加した。昼過ぎ、第一支援隊（阿賀野、若月、風雲、浦風）・第二支援隊（能代、大波、長波）・挺身輸送隊（大波、巻波、天霧、文月、卯月、夕凪）はラバウルを出撃、米艦隊と遭遇することなく、揚陸作戦は一応成功した。だが平行して実施されたろ号作戦（第一航空戦隊基地派遣隊やラバウル方面基地航空隊によるアメリカ軍機動部隊攻撃）は失敗しつつあった。
11月11日、アメリカ軍機動部隊艦載機はふたたびラバウルを空襲。駆逐艦涼波は沈没、長波は航行不能、浦風、若月は若干の損傷を受けた。吉田艦長によれば、魚雷投下時機を逸した雷撃機TBFアベンジャーが浦風に直接魚雷を投下、魚雷が煙突の上を飛び越えていく一幕もあったという。この時、第十戦隊旗艦阿賀野は後部に魚雷1本が命中して舵が故障（艦尾喪失）、大杉司令官は貫通銃創を負った。浦風は阿賀野を護衛してトラック泊地へ撤退する事になった。12日、米潜水艦スキャンプの雷撃で阿賀野は航行不能となり、大杉司令官は浦風に移乗した。附近を航海中の第二水雷戦隊各艦（能代、藤波、早波）や軽巡洋艦長良、第61駆逐隊（初月、涼月）が阿賀野の救援のために集結した。当初阿賀野は能代に曳航されていたが、曳航索が切断。その後は軽巡長良が阿賀野の前を、浦風が後曳を担当し、速力6ノットでトラックへ向かった。阿賀野は15日午後8時30分にトラック泊地へ到着。第十戦隊旗艦は阿賀野から秋月型駆逐艦秋月に変更された。

### 太平洋戦争終盤
11月30日、空母3隻（瑞鳳、雲鷹、冲鷹）、重巡洋艦摩耶、第7駆逐隊（曙、潮、漣）、浦風は、瑞鳳艦長指揮の下、トラックを出発して内地へ向かった。12月3日朝、冲鷹が米潜水艦セイルフィッシュの雷撃で航行不能となり、14日朝に沈没した。浦風は単艦で遭難現場へ急行、続いて到着した漣と共に両艦合計約160名を救助したが、冲鷹乗組員便乗者ふくめ約1250名が戦死した。冲鷹には潜水艦スカルピンの生存者/捕虜21名が収容されていたが、1名以外助からなかった。12月5日、横須賀に入港する。6日以降は呉に移動した。
1944年（昭和19年）2月1日、トラック泊地からリンガ泊地への回航に際し、敷島部隊（第二戦隊《長門、扶桑》、第七戦隊《熊野、鈴谷、利根》、第十戦隊秋月・第17駆逐隊《第1小隊：浜風、谷風、第2小隊：浦風、磯風》）として2月1日にトラック泊地を出発、リンガ泊地へ進出した。その後、訓練の傍らダバオ、ボルネオ、サイパンなどへの船団護衛に従事する。3月29日、パラオ大空襲から退避する戦艦武蔵が米潜水艦タニーの雷撃で小破、浦風と磯風は爆雷攻撃を行うがタニーを取り逃がした。
3月31日、第16駆逐隊（初風・時津風沈没、天津風長期修理）が解隊され、健在だった陽炎型8番艦雪風が第17駆逐隊に編入された。17駆は異例の5隻編制（磯風、浦風、谷風、浜風、雪風）となった。5月19日にタウイタウイに進出する。6月9日、駆逐艦磯風、島風、早霜と共に対潜哨戒任務に従事していた姉妹艦の谷風が米潜水艦ハーダーに撃沈された。6月18日-20日のマリアナ沖海戦における第17駆逐隊は、浦風が空母翔鶴の護衛（小沢機動部隊甲部隊）、磯風が空母大鳳の護衛（機動部隊甲部隊）、浜風が機動部隊乙部隊（空母隼鷹、飛鷹、龍鳳、戦艦長門）護衛、雪風が燃料補給船団護衛で、分散配置されていた。一連の戦闘で空母3隻（大鳳、翔鶴、飛鷹）、タンカー2隻（清洋丸、玄洋丸）が沈没した。浦風は矢矧や第61駆逐隊各艦と協力し、米潜水艦カヴァラに撃沈された翔鶴の乗組員を救助した。7月14日、リンガ泊地に再度進出。9月、17駆は第二戦隊司令官西村祥治少将が指揮する扶桑型戦艦2隻（扶桑、山城）の護衛のため呉を往復。10月8日、第17駆逐隊司令艦は磯風から浦風に変更された。同月中旬以降の捷一号作戦では栗田艦隊に所属しサマール沖海戦に参加した。

### 沈没
11月15日、第10戦隊は解隊され、同隊構成艦矢矧以下第17駆逐隊・第41駆逐隊は第二水雷戦隊に編入される。16日、矢矧と第17駆逐隊は戦艦3隻（金剛、長門、大和）を護衛してブルネイを出港、内地に向かう。第17駆逐隊4隻（浦風、雪風、浜風、磯風）は金剛の左右に分れて航行し、駆逐隊司令艦浦風は雪風の前方を進んでいたという。11月21日午前3時6分、艦隊は台湾海峡で米潜シーライオンの攻撃を受けた。シーライオンは先頭の戦艦（金剛）に対し艦首発射管から魚雷6本を発射、つづいて二番目の戦艦（長門）に対し艦尾発射管から魚雷3本を発射した。この長門を狙って外れた魚雷が不運にも浦風に命中し、浦風は轟沈した。磯風と浜風は被雷して暫く後に沈没した金剛の救援・救助に奔走しており、また浦風の後方を航行していた雪風は戦艦大和、長門を護衛して現場海域を離脱した為、浦風の救助は遅れた。磯風、浜風が金剛乗組員の救助を終えて浦風沈没地点に向った時には、重油帯や僅かな浮遊物以外に浦風の痕跡を示すものは何もなかった。第17駆逐隊司令谷井保大佐を含む艦長以下228名が戦死。駆逐隊司令と浦風を一挙に喪失したため第17駆逐隊（浜風、雪風、磯風）の指揮系統は混乱し、空母信濃の横須賀から呉回航護衛任務にも悪影響を与えた。
1945年（昭和20年）1月10日、駆逐艦浦風は
不知火型駆逐艦、
第17駆逐隊、
帝国駆逐艦籍
のそれぞれから除籍された。

## 歴代艦長
艤装員長
1. 白石長義 中佐：1940年9月16日[113] - 1940年12月15日[114]

駆逐艦長
1. 白石長義 中佐：1940年12月15日[114] - 1942年9月8日[115]
2. 岩上次一 中佐：1942年9月8日[115] - 1943年8月20日[116]
3. 吉田正一 中佐：1943年8月20日[116] - 1944年5月15日[117]
4. 横田保輝 少佐：1944年5月15日[117] - 1944年11月21日 戦死、同日付任海軍中佐[118]